# Idaea moniliaria
Idaea moniliaria är en fjärilsart som beskrevs av Jacob Hübner 1798. Idaea moniliaria ingår i släktet Idaea och familjen mätare. Inga underarter finns listade i Catalogue of Life.